# Рорето (Торино)
Рорето је насеље у Италији у округу Торино, региону Пијемонт.
Према процени из 2011. у насељу је живело 390 становника. Насеље се налази на надморској висини од 797 м.